# Banja Vrućica
Banja Vrućica (szerbül: Бања Врућица), település Bosznia-Hercegovinában, a Szerb Köztársaságban, Teslić községben.

## Fekvése
A település Bosznia-Hercegovina középső részének északi szélén, Dobojtól légvonalban 24, közúton 31 km-re délnyugatra, községközpontjától légvonalban és közúton 5 km-re dél-délkeletre, a Velika Usora jobb partján és a Borja-hegység lejtőin, 230-530 méteres magasságban található. A települést utak kötik össze Teslićccel (3 km), Blatnicával (15 km) és Stenjakkal (3 km). Gomjenicával nincs közlekedési összeköttetés.

## Népessége
| Nemzetiségi csoport | Népesség 1991 | Népesség 2013 |
| ------------------- | ------------- | ------------- |
| Szerb               | 1381          | 2039          |
| Bosnyák             | 37            | 9             |
| Horvát              | 828           | 155           |
| Jugoszláv           | 334           | 1             |
| Egyéb               | 57            | 30            |
| Összesen            | 2637          | 2245          |

## Története
A település számos különböző ásványvízforrás körül alakult ki, amelyek közül a melegvízű forrásokat az ókortól kezdve gyógyfürdőként ismerték (római pénzérméket találtak a régi fürdők rétegeiben), melyek jellegéről a település a Vrućica helynevet kapta. A források gyógyvizét ősidők óta használják természetes ásványvízként és savas ivóvízként is. 
A 20. század elejéig a Vrućica név a mai Gomjenica (az Usora bal oldalán), Bežlja (az Usora mentén felfelé) és Banja Vrućica településeket magában foglaló tágabb területre utalt. Ezt a három települést, a bennük élő lakosság szerint, hivatalosan török Vrućicának (Vrućica Turska, majd Gomjenica), katolikus Vrućicának (Vrućica Katolička, majd Bežlja, ma Gornja Vrućica) és ortodox Vrućicának (Vrućica Pravoslavska, majd Banja Vrućica) nevezték.
A szállodákkal, panziókkal és fedett fürdőkkel rendelkező szűkebb település keletkezése valójában azonos a gyógyfürdő keletkezésével, mely Bosznia osztrák-magyar megszállásának első évtizedében történt. Addig pedig a forrásokat évszázadokon át nyitott és kezdetleges, földbe épített fürdőként használták, bármilyen kísérőlétesítmény, rendelkezésre álló szakmai elemzés vagy orvosi tanácsadás nélkül.
A település 1878-ig tartozott az Oszmán Birodalomhoz, ekkor a berlini kongresszus határozata alapján az Osztrák-Magyar Monarchia része lett. 1879-ben az első osztrák-magyar népszámlálás során a Tešanji járáshoz és Komušina községhez tartozó, akkori Vručica Pravoslavska településnek 57 háztartása, 449 ortodox és 7 muszlim lakosa volt. 1910-ben a Tešanji járáshoz tartozó, akkor már egységes Vručica településen 228 háztartást, 983 római katolikus, 676 ortodox és 121 muszlim lakost találtak. A monarchia szétesésével 1918-ban előbb a Szerb-Horvát-Szlovén Királyság, majd 1929-től a Jugoszláv Királyság része lett. 1921-ben a Tešanji járáshoz tartozó Vručica községnek 1683 lakosa volt, melyből 929 római katolikus, 615 ortodox, 127 muszlim és 12 görög katolikus volt. Az 1929-es törvény értelmében, amikor Bosznia-Hercegovinát négy banovinára, Drinskára, Vrbaskára, Zetskára és Primorskára osztották, a település a Vrbaska banovina része lett, amelynek székhelye Banja Luka volt. 
Jugoszlávia megszállása után a Független Horvát Állam (NDH) része lett. A második világháború után 1992-ig a település a szocialista Jugoszlávia keretében a Bosznia-Hercegovinai Népköztársaság része volt. A daytoni egyezmény aláírása után a település Teslić község részeként a Szerb Köztársaság területéhez került. 
A társadalmi rendszerek és a fürdő tulajdonszerkezetének gyakori változása miatt a gyógyforrások természetes adottságai, a Borja-hegység közelsége, valamint a nyári és téli turizmus szinte korlátlan lehetőségei soha nem voltak teljes mértékben kihasználva. Számos régebbi és felújított gyógyszálloda, amelyek közül a legújabb az A-kategóriás „Kardijal”, és természetesen az utóbbi időben számtalan kisebb-nagyobb magánpanzió-szálloda szilárd alapot képez e boszniai gyógyfürdő (kardiovaszkuláris) és jövőbeli turisztikai központ további és teljesebb, mind gazdasági, mind kulturális fejlődéséhez.

## Infranstruktúra
Posta (irányítószám: 74273), valamint számos üzlet és kézműves bolt található itt.

## Oktatás
A településnek egy alsó tagozatos iskolája van, amely a teslići „Petar Petrović Njegoš” Általános Iskola területi iskolája.

## Sport
- Banja Vrućicában található egy sportcsarnok, amelynek építését a Boszniai Szerb Köztársaság kormánya finanszírozta, és amelyben egy teniszpálya is található.[8]

- A másodosztályú „Mineral” futballklub és az elsőosztályú „Mineral” tekeklub Vrućica sportjának reprezentánsai. Az FK „Mineral” egy kis stadionnal is rendelkezik Vrućicán.

## Nevezetességei
- Vrućica Szent Péter és Pál apostolok tiszteletére szentelt pravoszláv plébániatemplomát maglaji mesterek építették Miloš mester vezetésével 1920 és 1923 között. Vasilije Popović banja lukai püspök szentelte fel 1923. július 12-én. A második világháború alatt az usztasák lerombolták. 1976-ban, kívül-belül felújították, ekkor vezették be az áramot is. 1988-1991 között másodszor is felújították, amikor hozzáépítették a harangtornyot, új keresztet helyeztek rá, kicserélték az ablakokat, új ikonosztázt és új homlokzatot építettek. Harmadszori felújítása 2020 és 2023 között történt, ekkor épült hozzá a külső előcsarnok. A régi ikonosztáz ikonjait a Zvornik-Tuzlani Egyházmegye Múzeumának adták át. Az új ikonosztázt 2013-ban helyezték el, és a doboji Gavrićból származó Savo Živković mester készítette. Az ikonosztázon lévő ikonokat Goran Pešić čačaki mester, a templom freskóit pedig a kragujevaci Darko Živković, az inđjai Đorđe Đorđević és a fočai Miloš Maksimović festette.[9]

- Banja Vrućica Úr mennybemenetele tiszteletére szentelt pravoszláv temploma 1998 és 2000 között épült. 2000. június 8-án szentelte fel Vasilije, Zvornik-Tuzla püspöke. A templomot 2014-től a Kragujevac melletti Žirovnicából származó Dragan Živković, a belgrádi Bojan Živić-Milić és a smederevói Radoš Vasić festette ki.

- A vrućicai fatemplom a környék egyik legrégebbi ortodox temploma volt. A 20. század elején bontották le, és a jelenlegi Szent Péter és Pál templom épült a helyére.

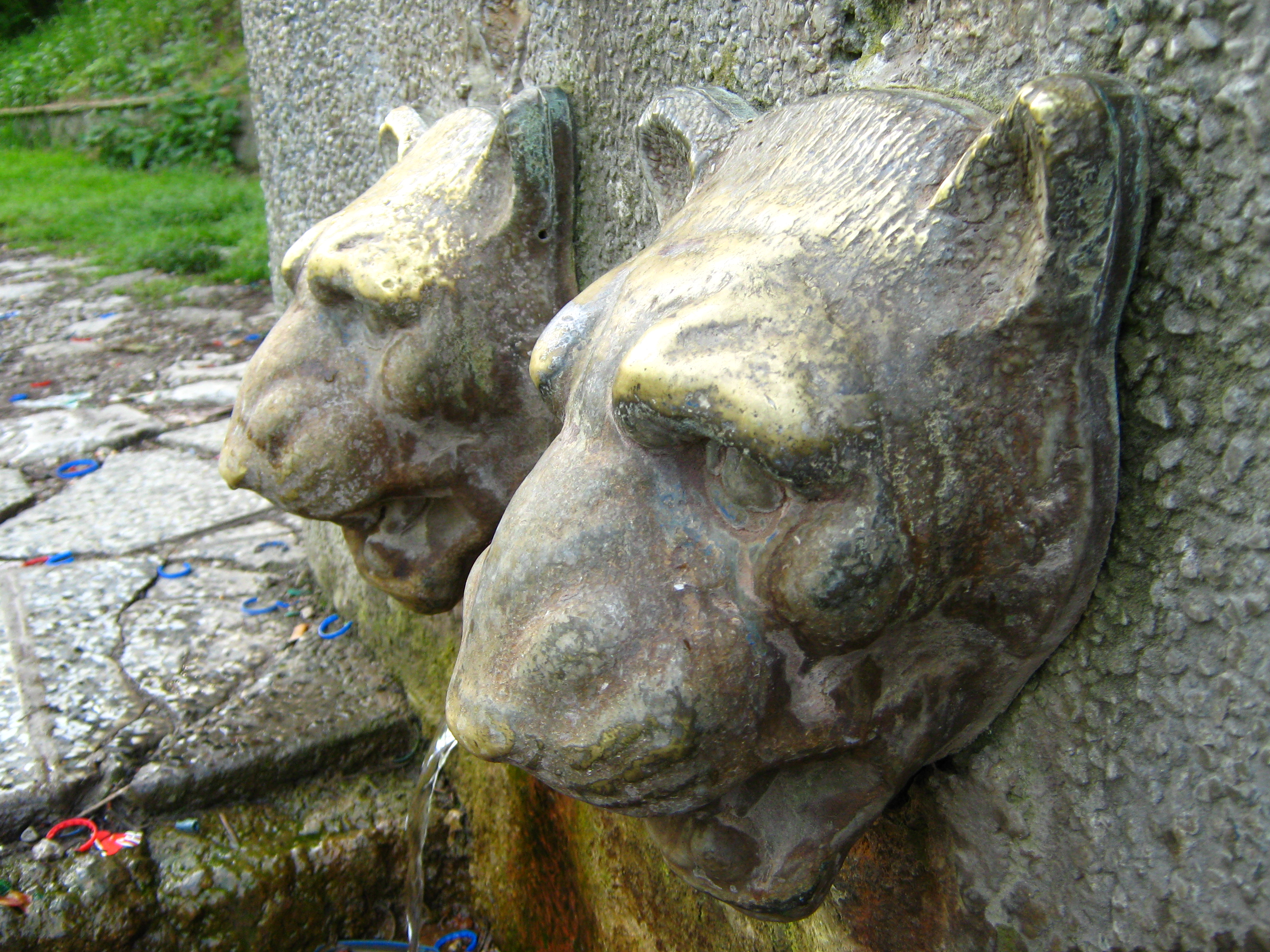
A vrućicai Kiseljak-forrás

- A település központjában található a „Repülőgép-szárny”, Ratko Jovanović pilótának emlékműve, aki a második világháborúban halt meg a Vrućica térségében. Egy másik emlékmű is áll itt, melyet a boszniai háborúban elesett katonáknak állítottak.

- A település egészségközpontjának alapja egy természetes gyógyfürdő, amely a szív- és érrendszeri betegségek kezelésére szolgál.[10] A Banja Vrućice komplexumba tartozó három legfontosabb szálloda a Kardijal, a Posavina és a Srbija. E három szálloda közül a legnagyobb a Kardijal. Számos kulturális és sporttalálkozót, valamint szemináriumot rendeznek itt. 2012. május 23-án a terápiás terület rekonstrukciója alkalmából a Boszniai Szerb Köztársaság elnöke, Milorad Dodik is meglátogatta a fürdőt.

## Fordítás
- Ez a szócikk részben vagy egészben  a   Banja Vrućica című bosnyák Wikipédia-szócikk ezen változatának fordításán alapul.  Az eredeti cikk szerkesztőit annak laptörténete sorolja fel. Ez a jelzés csupán a megfogalmazás eredetét és a szerzői jogokat jelzi, nem szolgál a cikkben szereplő információk forrásmegjelöléseként.